# Urbanisme opérationnel
L’urbanisme opérationnel consiste à mettre en place les actions nécessaires à la réalisation d’un projet urbain. Il regroupe ainsi « l’ensemble des actions conduites ayant pour objet la fourniture de terrains à bâtir, la construction de bâtiments ou le traitement de quartiers et d'immeubles existants (recomposition urbaine, réhabilitation, résorption de l’habitat insalubre) ».
Par cela, il se différencie de l’urbanisme prévisionnel qui regroupe l’ensemble des documents thématiques et règlementaires de planification stratégique spatialisée et de programmation. 

## Urbanisme pré-opérationnel et opérationnel
Bien que constituant une de ses principales composantes, il convient également de distinguer l’urbanisme pré-opérationnel de l’urbanisme opérationnel. Le premier vise à décliner et à approfondir à une échelle plus restreinte les orientations d’une politique d’aménagement par la réalisation d’études : des études d’opportunité pour vérifier si une volonté politique sur un secteur donné est pertinente ; des études de faisabilité qui visent à concevoir un projet urbain, définir un programme de constructions, ses retombées en termes d’équipements, sa faisabilité financière et choisir le mode opérationnel le plus adapté ; des études préalables qui visent à mettre en place d’un point de vue administratif, juridique et financier le mode opérationnel retenu. L’urbanisme opérationnel stricto-sensu correspond, quant à lui, à la réalisation physique d’un projet urbain, comprenant à la fois l’acquisition et la commercialisation de terrains, ainsi que la réalisation de travaux de mise en état des sols et d’aménagement. 
L’urbanisme opérationnel, au sens large, implique donc de multiples missions, à savoir : comprendre les problématiques urbaines locales, les enjeux territoriaux et les objectifs politiques ; approfondir le programme d’un projet urbain, le concevoir ; élaborer des stratégies et définir les modes opératoires juridiques et financiers ; mettre en œuvre le processus de réalisation (acheter, viabiliser, équiper, commercialiser, construire, piloter, animer, concerter, communiquer, contrôler et financer) et mettre en œuvre les moyens permettant de pérenniser le projet (gestion urbaine).

## Aménagement opérationnel contemporain
Aujourd’hui, l’aménageur n’a plus comme principale mission de développer de nouveaux quartiers sur des terrains agricoles. En effet, la maîtrise du développement spatial (sur le plan urbanistique) fait désormais partie des objectifs généraux du code de l'urbanisme, et ce, depuis la loi Lutte contre le Dérèglement Climatique de 2021. L'aménageur est donc à présent appelé à intervenir de plus en plus fréquemment en tissu urbain existant puisque le Législateur a aussi instauré un objectif d'absence d'artificialisation nette à terme. C'est principalement sur ce tissu urbain existant que devront être réalisées à partir de maintenant des opérations d’aménagement plus importantes et plus complexes où se cumulent des enjeux sociaux, économiques et environnementaux.
En outre, l’instauration de la mise en concurrence des opérations d’aménagement avec une obligation de prise de risque pour l’opérateur du marché a engendré de nouveaux positionnements entre les aménageurs publics et privés. L’aménageur public délaisserait les opérations à court terme peu risquées et fortement concurrentielles au profit des aménageurs privés, pour se positionner sur les opérations d’aménagement à long terme, hors de toute visibilité sur l’évolution du marché immobilier, donc risquées et pas concurrentielles : les opérations de renouvellement urbain. Entre ces deux typologies d’opérations d’aménagement parfaitement identifiées existe une zone mixte, floue, constituée d’opérations de tailles moyennes où il est possible de trouver un opérateur privé et/ou un opérateur public (co-aménagement), avec par exemple un partenariat public-privé.